# Clot del Miqueló
El Clot del Miqueló és un clot del terme municipal de Conca de Dalt, a l'antic terme d'Hortoneda de la Conca, al Pallars Jussà, en territori que havia estat de la caseria dels Masos de la Coma.
Es troba a la banda de ponent de la Coma d'Orient, a l'oest de la caseria dels Masos de la Coma. És al sud del Serrat de la Pera i al nord-oest de la Borda del Músic.